# 左小青
左小青（1977年6月25日—），湖南长沙人，中国女演员，原湖南娱乐频道主持人。
原为中国女子艺术体操队员，多次获得国内比赛冠军，1993年退役，在那一年，她被导演姜文相中而在电影《阳光灿烂的日子》出演一个跛脚女孩。之后左小青萌发了当演员的念头，1995年她考入北京电影学院表演系，毕业后回到长沙成为湖南卫视的一名主持人。2000年，她再次来到北京拓展自己的演艺事业，2004年因电视剧《中国式离婚》而走红，被誉为“中国式梦中情人 ”。

## 概述
左小青8岁起就开始进入专业的艺术体操队训练，后成为国家队的一员，有着长达8年的运动生涯，还多次获得过国内比赛冠军，1993年退役。对于自己的体操经历，在2008年的一次采访中左小青表示由于艺术体操是在她退役后才成为奥运比赛项目的，没能参加奥运会是最大的遗憾。退役之后，左小青本计划考北京大学体育系，因一个朋友的推荐，她被导演姜文看中，出演电影《阳光灿烂的日子》，她在片中饰演坡脚女孩张晓梅。这次大屏幕“触电”也让左小青萌发了当演员的念头，1995年她考取了北京电影学院表演系，开始了自己的演艺生涯。
1999年从学校毕业后，左小青来到湖南电视台，成为娱乐节目《娱乐急先锋》的主持人，但她志不在此，一年后她返回北京。但起初的时候，她并没有什么名气，一直饰演配角，直到出演了《乾隆王朝》才有了一些关注度。后在演员陈道明提携下，左小青有了更多的机会，尤其是《中国式离婚》的播出让她开始蹿红，此后她又出演了《我们的八十年代》、《家常菜》等剧，名气也越来越大。

## 家庭
2010年，左小青嫁给比自己大20岁的富豪高全建, 两人育有一女，2021年2月1日，左小青宣布两人离婚。

## 影视作品

### 电影
| 上映年份 | 电影名                   | 角色         |
| 1993年   | 《阳光灿烂的日子》       | 张晓梅       |
| 1996年   | 《红月亮》               | 倪豆豆       |
| 2000年   | 《因为有爱》             | 黄小玉       |
| 2001年   | 《棒球少年》             | 米若文       |
| 2002年   | 《天脉传奇》             | 青年嫣飞     |
| 2009年   | 《车票》                 | 曾雨桐       |
| 2010年   | 《人在囧途》             | 美丽         |
| 2019年   | 《那一夜，我给你开过车》 |              |
| 2020     | 《如果声音不记得》       | 吉择妈妈     |
| 2023     | 《不能流淚的悲傷》       | 赵心卉(中年) |
| 2024     | 《爸爸是外星人》         | 福岚姐       |
| 2024     | 《无名之火》(網絡電影)   | 林潇棠       |
| 2025     | 《不再退缩》             |              |

### 电视剧
| 首播年份 | 剧名                     | 角色        | 备注                                   |
| 1996年   | 《黑脸》                 | 岱萍        |                                        |
| 1998年   | 《红岩》                 | 孙明霞      |                                        |
| 1999年   | 《财神到》               | 关小珊      |                                        |
| 2000年   | 《非常警示》             | 杜欣然      | 又名《纪委在行动》                     |
| 2001年   | 《永不回头》             | 杨彤        |                                        |
| 2002年   | 《乾隆王朝》             | 十格格      |                                        |
| 2002年   | 《铁面无私》             | 武男男      |                                        |
| 2002年   | 《名捕震关东》           | 雅风        |                                        |
| 2003年   | 《宫廷画师郎世宁》       | 七格格      |                                        |
| 2003年   | 《康定情歌》             | 维色        |                                        |
| 2004年   | 《中国式离婚》           | 娟子        |                                        |
| 2004年   | 《非常接轨》             | 周惠        |                                        |
| 2004年   | 《香气迷人》             | 李完        |                                        |
| 2004年   | 《醋溜族》               | 蕾蕾        | 客串                                   |
| 2005年   | 《一针见血》             | 樊丹        |                                        |
| 2005年   | 《一言为定》             | 叶雨        |                                        |
| 2006年   | 《天道》                 | 芮小丹      |                                        |
| 2007年   | 《非常女警》             | 杜小风      |                                        |
| 2007年   | 《大约在冬季》           | 艾雪        |                                        |
| 2007年   | 《卧薪尝胆》             | 雅鱼        |                                        |
| 2007年   | 《辛追传奇》             | 辛追        | 2004年拍摄                             |
| 2007年   | 《所谓婚姻》             | 杨菁        |                                        |
| 2008年   | 《我们的八十年代》       | 满晓星      |                                        |
| 2008年   | 《好孕来临》             | 桑小青      | 又名《准妈妈四重奏》                   |
| 2008年   | 《金凤花开》             | 李金凤      |                                        |
| 2009年   | 《红莓花儿开》           | 郝一梅      |                                        |
| 2010年   | 《百花深处》             | 可兰        |                                        |
| 2010年   | 《胡笳汉月》             | 花木兰      | 2006年拍摄 又名《北魏传奇》            |
| 2010年   | 《上海，上海》           | 韩如冰      |                                        |
| 2010年   | 《苦咖啡》               | 叶欣        |                                        |
| 2010年   | 《家常菜》               | 文惠        |                                        |
| 2011年   | 《又見白娘子》           | 白素貞      |                                        |
| 2011年   | 《重生》                 | 李玉琴      | 又名:传奇福贵人/历史的背后, 2008年拍攝 |
| 2013年   | 《大漠苍狼》             | 孙晓琳      |                                        |
| 2014年   | 《战长沙》               | 胡湘君      |                                        |
| 2014年   | 《爷们儿》               | 许婷        |                                        |
| 2014年   | 《我的绝密生涯》         | 谭子君      |                                        |
| 2015年   | 《无声处 》              | 冯书雅      |                                        |
| 2015年   | 《玫瑰炒肉丝》           | 艾玫瑰      | 2012年拍攝                             |
| 2015年   | 《后海不是海》           | 沈海鸥      |                                        |
| 2015年   | 《岁月如金》             | 罗小马      |                                        |
| 2016年   | 《我们的纯真年代》       | 尤玲        |                                        |
| 2016年   | 《超少年密码》           | 原菲        | 網劇                                   |
| 2016年   | 《有一种爱叫放手》       | 刘佳        |                                        |
| 2016年   | 《国家底线》             | 孔思琴      |                                        |
| 2016年   | 《老公们的私房钱》       | 郑楠楠      |                                        |
| 2017年   | 《飞哥大英雄之飞哥战队》 | 夏琴        | 客串                                   |
| 2017年   | 《大客栈》               | 赵紫兰      |                                        |
| 2017年   | 《幸福照相馆》           | 胡美凤      |                                        |
| 2018年   | 《柜中美人》             | 秋妃        |                                        |
| 2018年   | 《台湾往事》             | 阿梅/陸敏英 | 兼任"總製片人"                         |
| 2018年   | 《沧海丝路》             | 云罗夫人    | 客串                                   |
| 2019年   | 《一言九鼎》             |             | 客串                                   |
| 2019年   | 《神探柯晨》             | 白柳氏      |                                        |
| 2019年   | 《烈火军校》             | 裴念青      | 客串                                   |
| 2019年   | 《精英律师》             | 柏静红      | 客串                                   |
| 2020年   | 《如果岁月可回头》       | 景雅        |                                        |
| 2020年   | 《平凡的荣耀》           | 雯丽        | 客串                                   |
| 2020年   | 《爱的厘米》             | 关多云      |                                        |
| 2021年   | 《上阳赋》               | 謝宛如      |                                        |
| 2021年   | 《正青春》               | 方静        |                                        |
| 2021年   | 《理想照耀中国》         | 何秀英      | 單元《时光列车》                       |
| 2021年   | 《功勋》                 | 李华        | 單元《申纪兰的提案》                   |
| 2022年   | 《特战行动》             | 吳梅        |                                        |
| 2022年   | 《底線》                 | 唐薇        |                                        |
| 2022年   | 《勇敢的翅膀》           | 兰叶        |                                        |
| 2022年   | 《破晓东方》             | 张茜        |                                        |
| 2023年   | 《尘封十三载》           | 白晓芙      | 網絡劇                                 |
| 2023年   | 《繁华似锦》             | 从蓉        |                                        |
| 2024年   | 《南来北往》             | 沈秀萍      |                                        |
| 2024年   | 《时光正好》             | 陈婉真      |                                        |
| 2024年   | 《爱在平凡》             | 曲小河      | 2020年拍攝                             |
| 2025年   | 《真心英雄》             | 卢悅        | 單元《无名》                           |
| 2025年   | 《五福临门》             | 楊琬娘      |                                        |
| 2025年   | 《刑警的日子》           | 魏嫂        |                                        |
| 2025年   | 《临江仙》               | 瑜琊仙君    | 網絡劇                                 |
| 2025年   | 《七根心简》             | 霍子红      | 網絡劇                                 |
| 2025年   | 《扫毒风暴》             | 王菊花      |                                        |
| 待播     | 《权与利》               |             |                                        |
| 待播     | 《盛夏缤纷》             |             |                                        |
| 待播     | 《五个失踪的少年》       |             |                                        |
| 待播     | 《冬去春来》             |             |                                        |

### 綜藝節目
- 2021年 乘風破浪的姐姐 (第二季) 選手

## 荣誉
- 2010年华鼎奖最佳女演员奖

## 外部連結
- 左小青的新浪微博
- 左小青在豆瓣上的资料（简体中文）